# (100421) 1996 FF4
(100421) 1996 FF4 es un asteroide perteneciente al cinturón de asteroides, descubierto el 23 de marzo de 1996 por el equipo de la Estación Óptica de Maui de la Fuerza Aérea (AMOS) desde el Observatorio de Haleakala, Hawái, Estados Unidos.

## Designación y nombre
Designado provisionalmente como 1996 FF4.

## Características orbitales
1996 FF4 está situado a una distancia media del Sol de 2,693 ua, pudiendo alejarse hasta 3,011 ua y acercarse hasta 2,375 ua. Su excentricidad es 0,118 y la inclinación orbital 10,46 grados. Emplea 1614 días en completar una órbita alrededor del Sol.

## Características físicas
La magnitud absoluta de 1996 FF4 es 15,2. Tiene 5,051 km de diámetro y su albedo se estima en 0,076.